# 蓝溪镇
蓝溪镇是中国福建省龙岩市上杭县下辖的一个镇。

## 行政区划
蓝溪镇共辖12个行政村，分别是：
黄潭村、沈田村、湖里村、歧滩村、梅永村、觉坊村、蓝溪村、龙丰村、载厚村、岩华村、白水村、冯石村。